# Бауман, Герман
Ге́рман Ба́уманн (нем. Hermann Baumann; 1 августа 1934, Гамбург — 29 декабря 2023) — немецкий валторнист и музыкальный педагог, солист Дортмундского филармонического оркестра и оркестра Штутгартского радио, лауреат международного конкурса.

## Биография
Начав свою музыкальную карьеру в качестве джазового барабанщика в оркестре Эрнста Моша, в семнадцать лет заинтересовался валторной и начал обучаться у известного педагога Фрица Хута в Гамбурге.
В 1957 году Бауман получил место первого валторниста в Дортмундском филармоническом оркестре, где работал четыре года, после чего перешёл в симфонический оркестр Штутгартского радио. Мировая известность пришла к музыканту после победы на международном конкурсе, проводившемся компанией ARD в Мюнхене в 1964 году, а ещё через два года Бауман принял решение закончить карьеру оркестрового музыканта и заняться преподаванием и сольным исполнением.
В 1966 году он начал преподавать в Высшей школе музыки в Эссене (с 1969 году — профессор), а через год дебютировал как солист, исполнив второй концерт Рихарда Штрауса с Венским филармоническим оркестром под управлением Карла Рихтера. Бауман много гастролировал по городам Европы, делал записи, среди которых выделяются четыре концерта Моцарта, которые он сначала (в 1972 году) записал на натуральной валторне (впервые в истории), а затем — и на современном инструменте.
В репертуар музыканта входят также сочинения Вебера, Сен-Санса, Рихарда Штрауса, Глиэра и других композиторов. Ряд современных композиторов посвятили ему свои произведения. Бауман ведёт активную педагогическую деятельность, даёт мастер-классы и принимает участие в конференциях, посвящённых проблемам исполнительства.